# Imiona i nazwiska laotańskie
Imiona laotańskie (laot. ຊື່ /sɯː/) – imiona używane przez mieszkańców Laosu i pochodzące z języka laotańskiego bądź z sanskrytu.
Pełne imię laotańskie składa się z imienia oraz wymienianego po nim nazwiska. Na co dzień Laotańczycy używają imion nieformalnych. Rzadziej niż w zbliżonej kulturowo Tajlandii używa się w Laosie do określania osób ich tytułów.

## Imiona
Imiona laotańskie nie dzielą się na męskie i żeńskie. Nie wskazują też one na żadne inne rzeczywiste cechy noszących je osób. Mogą być poprzedzane słowami wskazującymi na płeć – Than (laot. ທ່ານ /tʰāːn/) w przypadku mężczyzn i Nang (laot. ນາງ /náːŋ/) dla kobiet – ale w rozmowie określenia te są często pomijane. Imię nadawane jest podczas uroczystej ceremonii przeprowadzanej w domu wkrótce po urodzeniu, zwykle po zasięgnięciu rady u buddyjskiego mnicha, któremu w doborze imienia pomaga horoskop dziecka. Jeśli dziecko jest chorowite, jego imię może zostać zmienione po ponownej analizie horoskopu. Nadawane imiona są słowami oznaczającymi nazwy kwiatów, kolorów, metali, zwierząt itp.
W sytuacjach oficjalnych Laotańczycy zwracają się do siebie używając imion wraz z tytułami.
Przykłady imion laotańskich:
| Imię    | Transkrypcja | Zapis fonetyczny | Znaczenie        |
| ------- | ------------ | ---------------- | ---------------- |
| ທອງສິງ   | Thongsing    | tʰɔ́ːŋsǐŋ         | Złoty Lew        |
| ພູມີ      | Phoumi       | pʰúː míː         | Król             |
| ເພັດທຸມມາ | Thummaphet   | tʰum áːpʰēt      | Diamentowy Lotos |

## Nazwiska
Nazwiska zaczęły być używane w Laosie dopiero w 1943 r. po wprowadzeniu takiego obowiązku przez francuskie władze kolonialne. Każda laotańska rodzina ma swoje oddzielne nazwisko, dlatego dwie osoby noszące to samo nazwisko są prawie zawsze ze sobą spokrewnione, choćby się nie znały i nigdy nie spotkały. Wynika z tego, że liczba nazwisk w społeczeństwie laotańskim jest względnie stała. Nazwisko dziedziczy się po ojcu (tak jak w patrylinearnym systemie pokrewieństwa). Kobieta wychodząc za mąż przyjmuje zwykle nazwisko męża, ale nie jest to konieczne ani wymagane.
Ponieważ status społeczny (a zwykle także finansowy) rodzin laotańskich w długich okresach nie ulega zmianie, nazwisko jest jednym ze wskaźników tego statusu. W codziennym życiu nazwisko jest rzadko używane, zwykle wymienia się je tylko w sytuacjach oficjalnych i w dokumentach urzędowych.
Przykłady nazwisk laotańskich:
| Nazwisko | Transkrypcja | Zapis fonetyczny | Znaczenie        |
| -------- | ------------ | ---------------- | ---------------- |
| ທຳມະວົງ   | Thammavong   | tʰámmāwóŋ        | Rodzina Dharmy   |
| ພົມວິຫານ   | Phomvihane   | pʰómwīhǎːn       | Świątynia Brahmy |
| ວົງວິຈິດ    | Vongvichit   | wóŋwīcít         | Piękna Rodzina   |

## Imiona nieformalne
Prawie każdy Laotańczyk używa imion nieformalnych, często nawet kilku. W odróżnieniu od zwykle wielosylabowych imion oficjalnych, są one prawie zawsze jednosylabowe i, podobnie jak tamte, nie zmieniają się w zależności od płci.
Imiona nieformalne nadawane są już w pierwszych dniach życia dziecka. Nierzadko mają one zabarwienie lekko pejoratywne, co ma odwracać od dziecka zainteresowanie złych duchów – np. bardzo często spotykanym imieniem nieformalnym jest Noy (laot. ນ້ອຍ /nɔ̂ːy/; pol. mały). W późniejszych latach życia Laotańczycy mogą przybierać sobie kolejne imiona nieformalne i używać ich jednoczasowo, w zależności od sytuacji – pod innym imieniem są np. znani w rodzinie, innego używają ich dawni koledzy szkolni, a jeszcze innego współpracownicy. W przypadku kontaktów z obcokrajowcami częsty jest zwyczaj używania jednosylabowych skrótów oficjalnego imienia. Poza tym imiona nieformalne nie muszą mieć żadnego związku z imieniem oficjalnym.